# Cristeana Cojocaru
Pour les articles homonymes, voir Cojocaru.
Cristeana Cojocaru-Matei, née le 2 janvier 1962, est une athlète roumanie spécialiste du 400 mètres haies. 

## Biographie
Aux Jeux olympiques de 1984 à Los Angeles, Cristeana Cojocaru termine à la troisième place de la finale du 400 mètres haies remportée par Nawal El Moutawakel. L'année suivante, la Roumaine s'adjuge le titre du 800 mètres aux Jeux mondiaux en salle 1985 de Paris.

## Palmarès

### Jeux olympiques
- Jeux olympiques d'été de 1984 à Los Angeles :
  -  Médaille de bronze du 400 mètres haies

### Jeux mondiaux
- Jeux mondiaux en salle 1985 à Paris :
  -  Médaille d'or du 800 mètres

### Championnats d'Europe junior
- Championnats d'Europe junior 1979 à Bydgoszcz
  -  Médaille de bronze du 1 500 mètres avec 4 min 12 s 14.